# Мария Терезия Габсбург-Эсте
Мари́я Тере́зия Генриетта Доротея (нем. Marie Therese Henriette Dorothea; 2 июля 1849, Брно — 3 февраля 1919, замок Вильденварт, Кимгау) — австрийская эрцгерцогиня дома Габсбург-Эсте, принцесса герцогства Модена, королева Баварии (1913—1918).

## Биография
Мария Терезия была единственным ребёнком в семье эрцгерцога Фердинанда Карла, принца Моденского (1821—1849) и эрцгерцогини Елизаветы Франциски Австрийской. Когда Марии было всего 4 месяца, от тифа скончался её отец. В 1854 году её мать вышла замуж во второй раз, за эрцгерцога Карла Фердинанда.
Опекун Марии Терезии, герцог Модены Франческо V, считал нужным сочетать её браком с 14-летним Фердинандом IV, великим герцогом Тосканским. Однако на Троицу 1867 года, на похоронах своей подруги Матильды, в Вене Мария Терезия повстречалась с юным баварским принцем Людвигом, и молодые люди полюбили друг друга. Герцог Модены был этой историей столь возмущён, что отец Людвига, принц-регент Баварии Луитпольд вынужден был специально съездить в Зальцбург для встречи и объяснения с ним.
22 октября 1867 года, в замке Зеелёвиц в Моравии Людвиг и Мария Терезия обручились. 20 февраля 1868 года, в Венском Хофбурге, в присутствии императора Франца-Иосифа I состоялась их свадьба, венчал молодых граф Шаффготч, епископ Брненский (в своё время он проводил крещение и конфирмацию невесты). Празднования свадьбы в Вене начались ещё до проведения самого ритуала и длились больше недели. Празднование в Мюнхене, куда молодожёны прибыли 22 февраля, были отменены в связи с тяжёлой болезнью Людвига I. Людвиг и Мария Терезия поселились во дворце Лойхтенберг.
После смерти принца-регента Луитпольда 12 декабря 1912 года новым принцем-регентом Баварии (в связи с тем, что согласно закону королём Баварии считался психически больной Отто) был объявлен его сын Людвиг. После изменения Конституции Баварии он стал новым баварским королём 5 ноября 1913 года. К этому моменту Марии Терезии уже было 64 года. Она стала первой баварской королевой католического вероисповедания. В начале декабря 1913 года по поводу своего восхождения на престол Людвиг и Мария Терезия дали большой бал, на котором присутствовал и германский император Вильгельм II.
С началом Первой мировой войны Мария Терезия всё своё внимание посвятила помощи раненым и больным солдатам, организации лазаретов, созданию женских организаций в помощь немецкому Красному кресту. 20 февраля 1918 года Людвиг и Мария Терезия отпраздновали свою золотую свадьбу, пожертвовав в честь этого события на благотворительные цели 10 миллионов рейхсмарок.
Так как война, ставшая национальной катастрофой для Германии, приближалась к своему концу, а баварская королевская семья продолжала хранить верность «кайзеру», 7 ноября 1918 года король Людвиг III был свергнут с престола, а Бавария — провозглашена республикой. С началом беспорядков и массовых антимонархических демонстраций в Мюнхене королевская семья бежит из столицы в замок Вильденварт. Здесь, в присутствии членов своей семьи, после тяжёлой болезни, королева скончалась во сне ранним утром 3 февраля 1919 года. Король Людвиг III умер 18 октября 1921 года в замке Шарвар, в Венгрии. Согласно его желанию, он был похоронен рядом со своей женой, в Мюнхене.
Мария Терезия была потомком англо-шотландского королевского дома Стюартов. В связи с этим она, после смерти своего дяди Франческо V, была якобитами провозглашена (под именем Марии III) королевой Англии, Шотландии, Ирландии и Франции. Однако Мария Терезия никогда официально не принимала этот титул. После её смерти право на него перешло её сыну Рупрехту.

## Дети

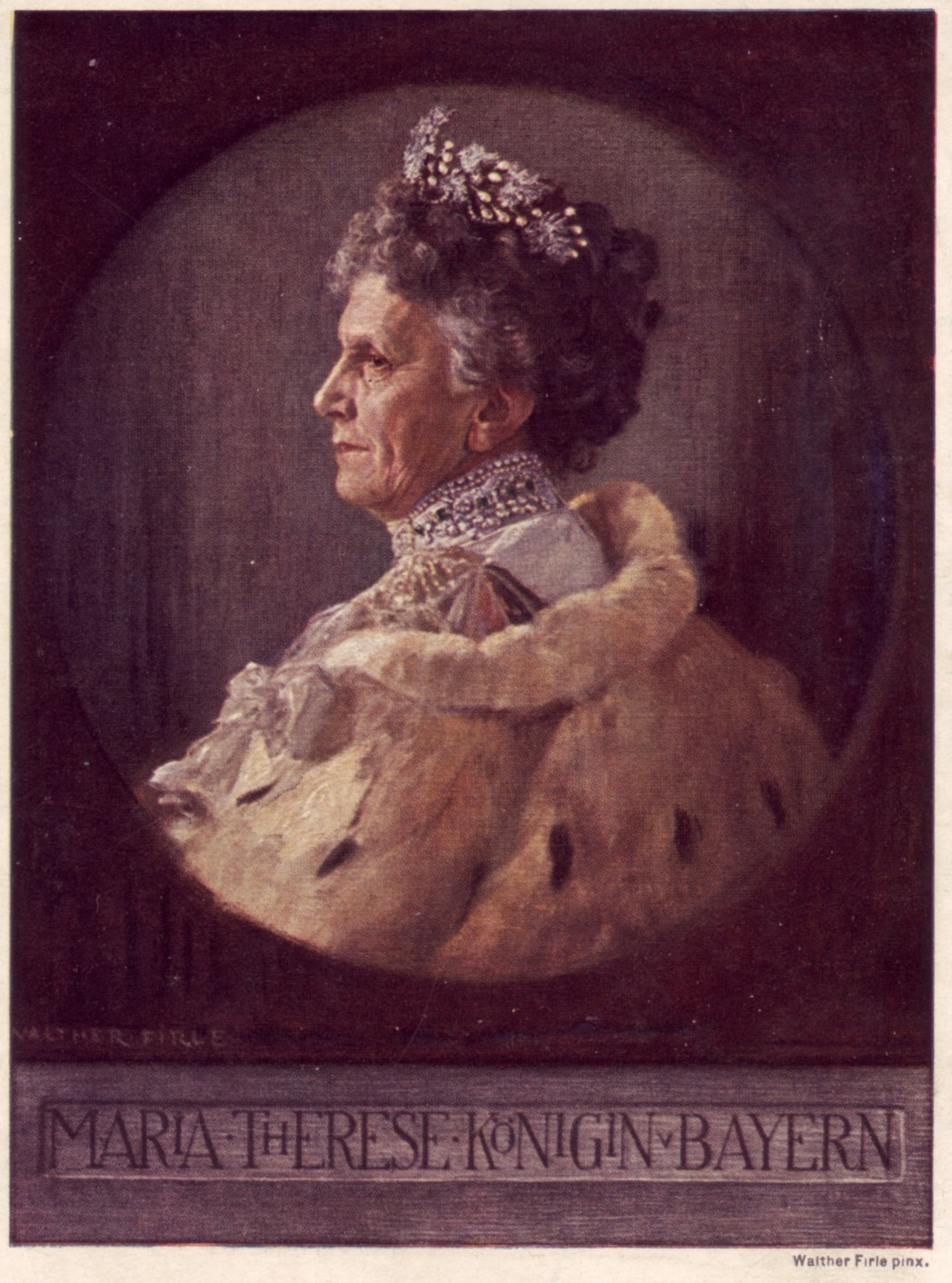
Портрет Мари́и Тере́зии Генриетты Доротеи кисти худ. Вальтер Фирле

В браке с Людвигом III Мария Терезия имела 13 детей:
- Рупрехт Баварский (1869—1955), кронпринц Баварии

1. ∞ 1900 герцогиня Мария Габриэла (1878—1912)
2. ∞ 1921 принцесса Антония Люксембург-Нассау (1899—1954)

- Адельгунда Баварская (1870—1958) ∞ 1915 князь Вильгельм Гогенцоллерн-Зигмаринген (1864—1927)
- Мария (1872—1954) ∞ 1897 Фердинанд, герцог Калабрии (1869—1960)
- Карл (1874—1927)
- Франц (1875—1957) ∞ 1912 принцесса Изабелла фон Круа (1890—1982)
- Матильда (1877—1906) ∞ 1900 принц Людвиг Гастон Саксен-Кобург и Гота(1870—1942)
- Вольфганг (1879—1895)
- Хильдегард Мария (1881—1948)
- Нотбурга (*/† 1883)
- Вильтруд Мария Аликс (1884—1975) ∞ 1924 герцог Вильгельм Карл фон Урах (1864—1928)
- Хельмтруд(1886—1977)
- Дитлинда (1888—1889)
- Гунделинда (1891—1983) ∞ 1919 граф Иоанн Георг фон Прейсинг-Лихтенегг-Мооз (1887—1924)

## Титулы
- июль 1849 — 20 февраля 1868: Её Императорское и Королевское Высочество Эрцгерцогиня Мария Терезия Австрия-Эсте
- 20 февраля 1868 — 5 ноября 1913: Её Императорское и Королевское Высочество Принцесса Мария Терезия Баварская
- 5 ноября 1913 — 13 ноября 1918: Её Величество Королева Баварии
- 13 ноября 1918 — 3 февраля 1919: Её Величество Королева Мария Терезия Баварская